# Conan barbarin (2011.)
Conan barbarin (eng. Conan the Barbarian), američki fantastično-pustolovni film redatelja Marcusa Nispela iz 2011. godine s Jasonom Momoaom u naslovnoj ulozi. Film se temelji na liku divljeg ratnika Conana kojeg je stvorio književnik Robert E. Howard.
Ovaj film je svojevrstan remake istoimenog filma iz 1982. godine u kojoj je naslovnu ulogu tumačio Arnold Schwarzenegger. Oba filma prate priču o odrastanju i pustolovinama mladog barbarskog ratnika u pohodu za osvetom, ali se u ostalim elementima sadržajno razilaze.
Film je premijerno prikazan 14. kolovoza u Velikoj Britaniji, a potom 17. kolovoza u Belgiji, Francuskoj, Islandu i na Filipinima, da bi premijeru u američkim kinima ostvario 19. kolovoza.

## Radnja
Radnja filma smještena je u fantastični svijet pred oko 12.000 godina, u doba nakon potopa legendarne Atlantide, a prije pojave visokih civilizacija staroga vijeka. Na početku priča prati malodobnog Conana (Leo Howard), sina Corina (Ron Perlman), starješine barbarskog plemena, rođenog na bojnom polju.
Jednog dana njegovo selo napadaju snage Khalara Zyma (Stephen Lang) koji traga za fragmentima Maske Ašerona, koju su stotinama godina ranije izradili čarobnjaci Ašerona kako bi pokorili čitav tada poznati svijet. U tom napadu, Khalarova vojska izvrši pokolj u selu i ubija Conanovog oca.
Godinama kasnije, odrasli Conan (Jason Momoa) je vođa pirata koji i dalje traži osvetu zbog očeve smrti. Poslije pobjedonosnog pohoda protiv trgovaca ljudima, Conan i njegova družina nalaze se u luci Messantiji, gdje nailazi na lopova Ela-Shana (Saïd Taghmaoui) kojeg love ljudi koje Conan prepoznaje kao napadače na svoje selo. Zbog toga dozvoljava da ga se uhvati zajedno s Ela-Shanom te tako dolazi do jednog od napadača, Luciusa (Steven O'Donnell), od kojeg doznaje gdje je Khalar Zym.
U međuvremenu, Khalar Zym i njegova kći, čarobnica Marique (Rose McGowan) napadaju samostan gdje se nalazi čistokrvna potomkinja drevnih čarobnjaka Ašerona, čija im krv treba kako bi revitalizirali čarobne moči Maske Ašerona. Djevojka imenom Tamara (Rachel Nichols) bježi, no za njom pođu Khalarovi ljudi od kojih je spašava Conan. Zajedno s njom Conan namami Khalara u predstražarsku utvrdu, međutim ne uspijeva ga savladati pa uzmiće. Nedugo potom, Khalarovi ljudi otimaju Tamaru, a Conan zatraži pomoć Ela-Shana kako bi je spasio. Zajedno s njim pronalazi tajni podzemni put u Khalarovu utvrdu, ali Tamara je već odvedena u pećinu gdje treba biti žrtvovana. Conan odlazi k njoj, sukobljava se s Khalarom i njegovom kćerkom te ih oboje ubija. Nakon toga otprati Tamaru do sigurnog utočišta, oprašta se i odlazi u nove pustolovine.

## Glavne uloge
- Jason Momoa - Conan Cimmerijanac; barbarski ratnik, rodom iz Cimmerije. Snažan, odvažan i nemilosrdan, u potrazi za osvetom.
- Rachel Nichols - Tamara; lijepa i mlada redovnica koja je čistokrvna potomkinja drevnih ašeranskih čarobnjaka.
- Stephen Lang - Khalar Zym; okrutni ratni vođa i vladar koji traga za Maskom Ašerona kako bi osvojio svijet i uskrsnuo svoju suprugu.
- Rose McGowan - Marique; Khalarova kći i močna čarobnica koja služi ocu u njegovim zlim planovima.
- Saïd Taghmaoui - Ela-Shan; lpov koji Conanu duguje uslugu.